# Eriopyga strigifacta
Eriopyga strigifacta är en fjärilsart som beskrevs av Dyar 1910. Eriopyga strigifacta ingår i släktet Eriopyga och familjen nattflyn. Inga underarter finns listade i Catalogue of Life.